# Città Giardino
Città Giardino is een plaats (frazione) in de Italiaanse gemeente Melilli.